# They Call It Sin
They Call It Sin est un film américain réalisé par Thornton Freeland, sorti en 1932.

## Synopsis
Marion Cullen, organiste d'église dans une petite ville, tombe amoureuse de Jimmy, un voyageur de commerce de passage. Quand elle apprend que le couple qui l'a élevée n'est pas ses vrais parents, elle part pour New York à la recherche de Jimmy...

## Fiche technique
- Réalisation : Thornton Freeland
- Scénario : Lillie Hayward, Howard J. Green d'après le roman They Call It Sin d'Alberta Stedman Eagan[1]
- Production : First National Pictures
- Photographie : James Van Trees
- Musique : Leo F. Forbstein
- Montage : James Gibbon
- Costumes : Orry-Kelly
- Durée : 68-75 minutes[2]
- Date de sortie :
  - USA : 5 novembre 1932

## Distribution
- Loretta Young : Marion Cullen
- George Brent : Dr. Travers
- Una Merkel : Dixie Dare
- David Manners : Jimmy Decker
- Helen Vinson : Enid Hollister
- Louis Calhern : Ford Humphries
- Joseph Cawthorn : Mr. Hollister
- Nella Walker : Mrs. Hollister
- Elizabeth Patterson : Mrs. Cullen
- Erville Alderson : Mr. Cullen
- Roscoe Karns : Brandt